# F(R)重力
f(R)重力（f(R)じゅうりょく）とはアインシュタインの一般相対性理論に補正を加えた重力理論の中の一つである。f(R)重力は、リッチスカラーの函数により定義される一連の理論である。最も単純な場合が、この函数がスカラーに等しいときで、これが一般相対論である。任意の函数を導入するために、暗黒物質やダークエネルギーの存在を加えることなく宇宙の構造形式(structure formation)や宇宙の加速膨張(accelerated expansion)を説明出来る可能性を持っている。重力の量子論に起源をもつ汎函数形式も考えられている。f(R)重力は1970年にハンス・アドルフ・ブチダール(Hans Adolph Buchdahl)により導入された。 （このときは、φ
が任意函数の名前で f の代わりで使われていた。）

## 導入
f(R)重力理論では、アインシュタイン・ヒルベルト作用(w:Einstein–Hilbert action)のラグランジアン
{\displaystyle S[g]=\int {1 \over 2\kappa }R{\sqrt {-g}}\,\mathrm {d} ^{4}x}
を一般化して、
{\displaystyle S[g]=\int {1 \over 2\kappa }f(R){\sqrt {-g}}\,\mathrm {d} ^{4}x}
というものを考える。ここで{\displaystyle \kappa \equiv 8\pi G}であり、{\displaystyle g\,}は計量テンソルの行列式{\displaystyle g\equiv |g_{\mu \nu }|}である。またf(R)はリッチ曲率のある関数であり、普通はR-1やR2のようにとられる。

## 計量f(R)重力
計量f(R)重力とは、場の方程式を計量について変分することで得る。接続を独立に扱わない。

## Palatini f(R)重力
Palatini f(R)重力とは、計量と接続を独立に扱い、作用の変分をそれぞれについてとる。その他に重要なことは、物質ラグランジアンは接続によらないものと仮定としていることだ。

## 計量-接続f(R)重力
計量-接続f(R)重力は、それをさらに一般化したもので、計量と接続をそれぞれ別に扱い、そして物質ラグランジアンが接続に依存するものと仮定する。